# Мронгово
Мронго̀во (на полски: Mrągowo, по-старо име Ządzbork; на немски: Sensburg) е курортен град в Североизточна Полша, Варминско-Мазурско войводство. Административен център е на Мронговски окръг, както и на селската Мронговска община, без да е част от нея. Самият град е обособен в самостоятелна община с площ 14,81 км2.

## География
Градът се намира в историческата област Галиндия (Мазурия) край езерата Чос и Юно. Разположен е на 67 километра източно от Олщин в географския регион Мазурска езерна област.

## История
Селището възниква в земята на пруското племе галинди. Тевтонците изграждат стражева кула, която да пази пътя за Шестно. Постепенно около нея се образува поселище. В годините 1404 – 1407 Мронгово получава градско право от великия магистър Конрад фон Юнгинген а комтура на Балга Йохан фон Зайн му дава Хелминско право. През 1444 година Конрад фон Ерликсхаузен уважава молбата на жителите на селището и обновява градското му право.
В периода (1975 – 1998) градът е част от Олщинското войводство.

## Население
Населението на града възлиза на 21 889 души (2017 г.). Гъстотата е 1478 души/км2.
Демография:
- 1444 – 100 души
- 1541 – 450 души
- 1816 – 1500 души
- 1888 – 3611 души
- 1910 – 6129 души
- 1939 – 9877 души
- 1945 – 3369 души
- 1974 – 13 700 души
- 2001 – 22 109 души
- 2009 – 21 732 души
- 2017 – 21 889 души

## Личности
Родени в града:
- Георг Ридел – немски композитор
- Йоахим Филипковски – немски футболист и треньор от полски произход

## Градове партньори
- Грюнберг, Германия
- Лиманова, Полша

## Фотогалерия
- Кула „Бисмарцка“
- Църква „Хонорат Кожмински“
- Сградата на съда
- Културен център